# Kudu (Kertosono)
Kudu is een bestuurslaag in het regentschap Nganjuk van de provincie Oost-Java, Indonesië. Kudu telt 3575 inwoners (volkstelling 2010).